# Warner Bros. International Television Production
Warner Bros. International Television Production (WBITVP), atuando em alguns países por seu nome anterior Eyeworks, é uma produtora de televisão neerlandesa com sede em Amsterdã. A empresa pertence a Warner Bros. Television Group, que em 2014 anunciou a compra da então Eyeworks por US$ 273 milhões, com a divisão norte-americana se tornando independente do grupo.

## Cuatro Cabezas
Foi criada por Diego Guebel e Mario Pergolini em 1993. Mais de 500 horas de televisão são produzidas e transmitidas por ano a várias redes na Espanha, Itália, Argentina, Brasil, Chile, México e no resto da América Latina. Tem bases na Argentina, Chile e Espanha e representações permanentes no Estados Unidos e Itália.
Em 2008, Mario Pergolini vendeu toda sua parte da empresa para a produtora holandesa Eyeworks, assim desde então começou a ser chamada de Eyeworks-Cuatro Cabezas.
Em 2011, a empresa tomou o nome original da sucursal do exterior e se chama Eyeworks. Em 2014, a empresa foi vendida para a Warner Bros., continuando independente nos Estados Unidos. Em fevereiro de 2016, Diego Guebel deixou a presidência da empresa por conflito de interesses. É previsto que a empresa mude seu nome para Warner Brasil.

## Programas produzidos no Brasil
- À Primeira Vista (Band; 2017)
- O Mundo Segundo os Brasileiros (Band; 2012-2017)
- Polícia 24h (Band; 2010-2016)
- Programa do Porchat (Record; 2016-2018)[6]

- A Liga (Band; 2011-2016)
- Agora É Tarde (Band; 2011-2015)
- Coletivation (MTV; 2013)
- Conversa de Gente Grande (Band; 2012)
- Custe o Que Custar (Band; 2008-2015)[7]
- E24 (Band; 2009-2012)
- O Formigueiro (Band; 2010)
- História Secreta (History; 2010)
- MasterChef (Band; 2014-2015)
- Mudar Faz Bem (Discovery Home & Health; 2010)
- Mulheres Ricas (Band; 2012-2013)
- Quem Quer Casar Com Meu Filho? (Band; 2014)
- Perdidos na Tribo (Band; 2012)
- Plantão do Tas (Cartoon Network; 2009-2012)
- Sabe ou Não Sabe (Band; 2014)
- História não Escrita (Band; 2016)[7]

## Programas produzidos em Portugal
| Ano  | Fim  | Emissora | Programa                               | Temporadas | Episódios | Notas | Ref.         |
| ---- | ---- | -------- | -------------------------------------- | ---------- | --------- | --- | ------------ |
| 2008 | 2009 | TVI      | Caia Quem Caia (CQC)                   | 1          | 13        | |              |
| 2010 |      | RTP1     | Portugueses pelo Mundo                 | 12         |           | A IX Temporad já está gravada mas ainda aguarda data de estreia A partir da 12a Temporada este programa e produzido em conjunto com a Coral Europa\|\|                                                               |              |
| 2011 | 2011 | TVI      | Perdidos na Tribo                      | 1          | 10        | | [ 9 ] [ 10 ] |
| 2013 | 2013 | RTP1     | Não me sai da Cabeça                   | 2          | 10        | | [ 11 ]       |
| 2013 | 2013 | RTP1     | Esta é a Minha Família                 | 1          | 13        | | [ 12 ]       |
| 2013 | 2013 | RTP1     | Conta-me História                      | 2          | 8         | | [ 13 ]       |
| 2013 | 2013 | RTP1     | Música Maestro                         | 1          | 13        | | [ 14 ]       |
| 2013 | 2013 | SIC      | Splash! Celebridades                   | 1          | 9         | Em conjunto com a FremantleMedia | [ 15 ]       |
| 2013 | 2016 | RTP1     | 5 para a Meia-Noite                    | 12         |           | A partir da série VIII, até à VII série a produção estava a cargo da Videomedia | [ 16 ]       |
| 2014 | 2015 | RTP1     | Há Tarde                               | 1          |           | |              |
| 2015 | 2016 | RTP1     | Agora Nós                              | 2          |           | Durante a 1ª Temporada (emitida entre 2013 e 2014 de manhã), a produção estava a cargo da Coral Europa |              |
| 2017 | 2017 | RTP1     | A Capella                              | 1          | 8         | |              |
| 2017 | 2019 | TVI      | Apanha Se Puderes                      | 4          |           | |              |
| 2018 | 2018 | SIC      | Supernanny                             | 1          |           | O programa encontra-se suspenso a aguardar decisão do tribunal | [ 17 ]       |
| 2018 |      | SIC      | Terra Nossa                            | 8          | 100       | A partir da 7a Temporada este programa e produzido em conjunto com a Coral Europa |              |
| 2018 | 2019 | TVI      | First Dates                            | 1          |           | |              |
| 2019 | 2022 | RTP1     | Depois, vai-se a ver e nada            | 3          | 78        | |              |
| 2019 | 2020 | RTP1     | Jogo de Todos os Jogos                 | 1          | 14        | Em 2020 No Estúdio Em Lisboa Foram Feitas 2 Versões Estrangeiras Deste Formato Para A Finlândia E A Itália. |              |
| 2019 | 2021 | TVI      | Mental Samurai Portugal                | 4          |           | Em 2020 Realizou-se a 2a Temporada de Mental Samurai para os Estados Unidos |              |
| 2020 | 2020 | SIC      | 24h Da Vida                            | 1          | 4         | As gravações da primeira temporada do programa foram suspensas com previsão de ser retomadas quando "existirem condições para voltar a gravar"                                                                       |              |
| 2020 | 2021 | RTP1     | Quem quer ser milionário? Alta Pressão | 1          | 30        | Este concurso acabaria por ser novamente reposto de segunda a sexta-feira, entre 26 de Julho e 27 de Agosto de 2021. Em 2021, um episódio especial da versão árabe Do Quem Quer Ser Milionário foi gravado em Lisboa |              |
| 2022 | 2023 | TVI      | Os Turistas                            | 2          | 5         | A partir da 2a Temporada este programa e produzido em conjunto com a Coral Europa |              |
| 2022 | 2022 | SIC      | Cantor ou Impostor?                    | 1          | 8         | |              |
| 2023 |      | RTP1     | Estrelas ao Sábado                     | 3          | 57        | Em conjunto com a Coral Europa |              |